# Carme
|  | Per a altres significats, vegeu «Carme (desambiguació)». |

Carme és un municipi situat a la comarca de l'Anoia, en plena Catalunya central. Concretament, el poble està al mig d'una vall, que està composta, per una banda, per la serralada d'Orpinell (751 m) i per l'altra per la de Collbàs (544 m). El poble està situat al fons de la vall, enmig del bosc i subtilment apartat de les grans poblacions. La capital de la comarca de l'Anoia, Igualada, es troba exactament a deu quilòmetres del poble, mentre que d'altres municipis com La Pobla de Claramunt o Capellades es troben escassament a uns cinc quilòmetres de la vila. Actualment, el poble té aproximadament uns 800 habitants, però en temporades de vacances aquesta xifra es pot veure lleugerament augmentada.
El poble compta perfectament amb tots els serveis mínims de forma independent (farmàcia, botiga de queviures, restaurants, piscina, quiosc, allotjament de turisme rural, fleca o serveis mèdics) i permanent, cosa que permet evitar llargs desplaçaments a l'hora de dur a terme activitats diàries. Tanmateix, i com ja hem mencionat amb antelació, la capital de la comarca es troba a escassament deu minuts en cotxe, cosa que permet una comunicació fluida amb tots els seus serveis, siguin d'abast local, nacional o estatal. Altrament, la capital del país, Barcelona, es troba tot just a una hora del poble, sigui de forma particular en cotxe o en transport públic.
Tot i això, l'aspecte i l'espai en el qual es troba el poble de Carme són totalment diferents dels que ens presenta la capital catalana. Tal com ja hem dit Carme està al bell mig d'una vall, entre boscos, feixes i horts que són el que realment aporta l'essència rural a la vila. Carme ha aconseguit adaptar-se a la modernitat i a les noves tecnologies, però sense perdre la seva essència i tradicions.

## Història
Històricament, el municipi podem situar-lo al final de l'edat mitjana, tot i que els primers documents històrics de la vila parlen de finals del segle xvii. En l'època de la conquesta àrab i durant la mateixa edat mitjana (s. X-XII), una part de l'actual Catalunya estava parcialment ocupada pels musulmans. Això va causar que al mig del país es formessin una sèrie de fortificacions per tal de controlar l'avanç dels musulmans cap a l'actual Europa. Aquest conjunt de fortificacions es coneixen amb el nom de Castells de frontera, i corresponen a una línia fictícia traçada a través de l'actual Catalunya central que permetia dominar visualment un ampli territori i defensar-lo d'una forma ràpida i eficaç. Alguns dels castells d'aquell moment es poden visitar en la ruta "Castells de frontera de l'edat mitjana" al llarg del territori català. De fet, la comarca de l'Anoia és una de les que més castells i petites fortaleses conserva, i permet obtenir una idea molt afí a la realitat d'aquell moment. Un dels castells més ben conservats i restaurats és el de La Pobla de Claramunt, que es troba a cinc quilòmetres del poble de Carme i que permet gaudir de l'art medieval d'una forma tranquil·la i sense necessitat de cotxe. Alguns altres castells i fortificacions d'aquests són el d'Orpí, el de Calaf, Miralles, etc.
Pel que fa a Carme, cal destacar que el poble també havia comptat antigament amb una petita fortalesa, ja que en el mateix poble s'han trobat alguns elements del que se suposa que hauria pogut ser la torre de defensa del poble. Tot i això i contrastant amb el cas de la Pobla, a Carme actualment no hi trobem cap fortificació, però si alguns elements que ens permeten deduir el passat medieval del poble.
Per altra banda, i basant-nos amb el que encara podem observar a la llum del dia, cal destacar l'església de Carme com el principal monument i atracció turística del poble. La construcció que data de principis del segle xviii i que rep el nom d'Església de Sant Martí de Carme presenta una nau de creu llatina i una base neoclàssica. Tot i això, i segons els estudis realitzats per experts, es creu que abans de l'actual recinte va existir-ne un altre de més antic, concretament de finals de l'edat mitjana i de base totalment romànica. Aquesta primera església es trobava a l'altra banda de la riera, concretament en l'actual "Cal Ros", espai on s'han trobat ara recentment algunes de les restes del temple, que ens permeten observar i contextualitzar millor aquell primer espai religiós.
Segons apunten la majoria de les fonts, a inicis del 1700 Carme, immers en un creixement demogràfic i econòmic important, va construir el nou temple religiós. Actualment, aquesta és l'església del poble, lloc on se celebren les tradicionals festes locals i nacionals del poble, juntament amb les activitats religioses.

## Geografia
- Llista de topònims de Carme (Orografia: muntanyes, serres, collades, indrets..; hidrografia: rius, fonts...; edificis: cases, masies, esglésies, etc.).

## Cultura
Carme gaudeix d'una rica activitat cultural, tot i tenir menys de mil habitants, compta amb una rica tradició cultural. Les caramelles, l'adoració al nen Jesús a la missa del gall, el pessebre vivent o la cavalcada dels reis Mags de l'Orient són alguns dels aspectes més significatius, ja que barregen tradició, modernitat i localitat. Tots aquests esdeveniments estan organitzats per la mateixa gent del poble, que coneix perfectament les seves tradicions i en fa gaudir als més petits. Potser, entre tot, l'activitat més majestuosa és la cavalcada dels reis, que permet veure de ben a prop els tres reis mags, a la vegada que parlar amb ells personalment o amb els seus ajudants, els patges que entreguen casa per casa cada un dels regals de tots els infants del poble.

## Clima

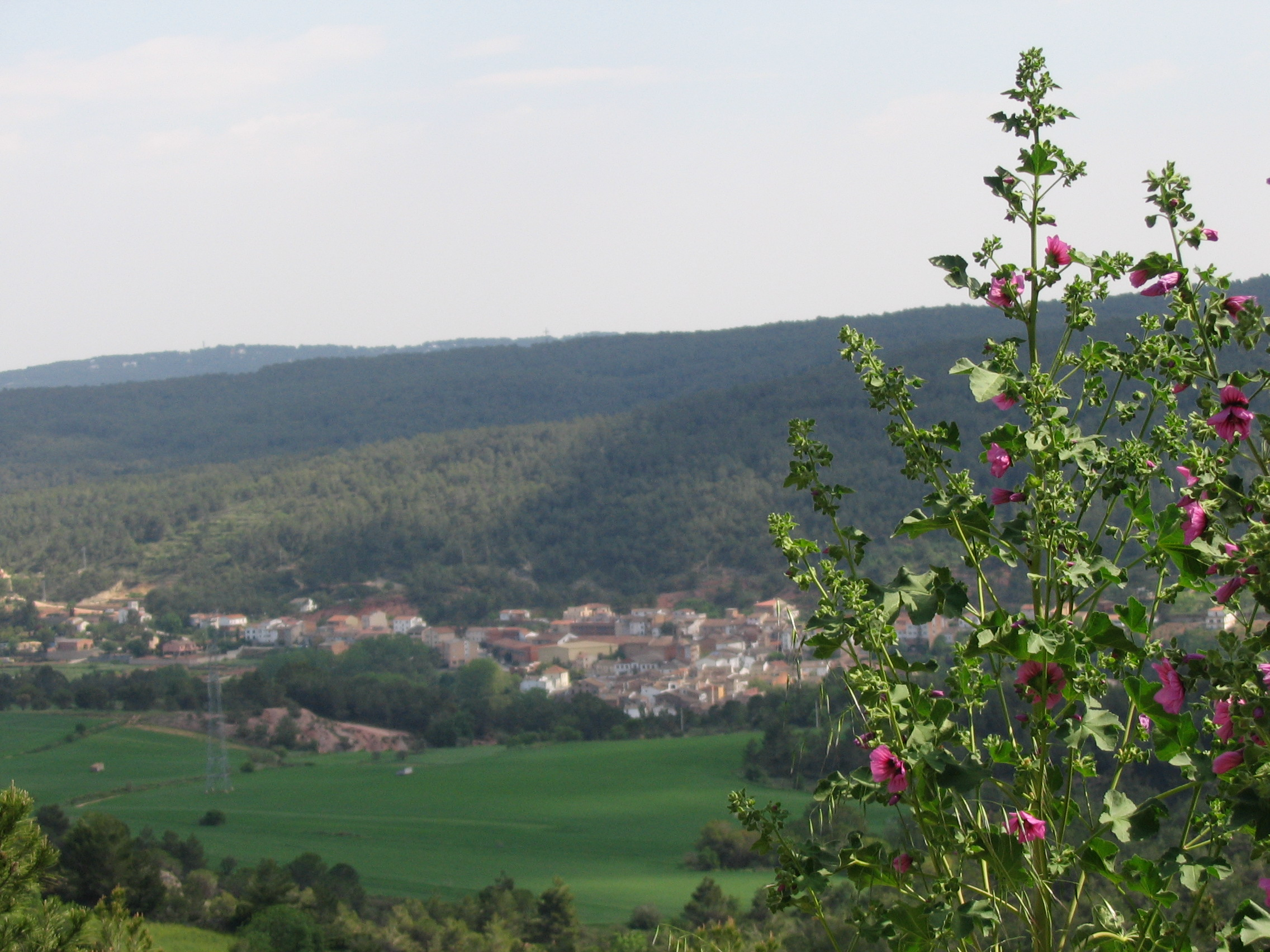
Vista general del poble de Carme

El clima de Carme és, a causa de la seva situació i orografia, un clima de transició entre mediterrani i continental. Té uns estius bastant calorosos (25-40 °C) i uns hiverns de molt freds a extremadament freds. La meitat de les precipitacions es concentren a la tardor, però a la primavera també plou amb freqüència. A l'hivern es viuen episodis de neu amb gruixos mitjans, perquè malgrat que encara no tingui massa altitud en ser una vall el fred s'acumula i la cota de neu en aquesta zona davalla respecte a altres pobles com La Llacuna.

## Natura i patrimoni natural
Cal que destaquem l'últim aspecte més significatiu del poble. Com ja hem dit prèviament, Carme està situat al ben mig d'una vall, cosa que permet gaudir d'una gran varietat biològica i mineral. De fet, Carme i els seus voltants destaquen per un motiu molt especial; el cas és que a causa de la posició geogràfica de la vall, podem trobar en aquests diferents climes i vegetacions. S'hi pot trobar el clima de ribera, el mediterrani o el de secà, tots ells ben presents i caracteritzats. Aquesta confluència causa la formació d'un petit microclima en la vall de Carme, cosa que crea un fenomen molt especial dins de la vall. El cas és que enmig d'aquesta particularitat climàtica, els individus que més còmodes s'hi troben són algunes aus, que troben en aquest espai un clima i una vegetació ideals per a la seva reproducció. De fet ara fa justament un any, un equip d'especialistes i animalistes va dur a terme un estudi de camp sobre el terreny per tal de localitzar i emfatitzar quins eren realment els col·lectius d'aus que hi podíem trobar. El resultat d'aquest estudi va demostrar que a la Vall de Carme s'hi podien arribar a trobar més de 50 espècies i fins a 85 aus diferents. Entre aquestes podríem destacar-ne el botxí, el capsigrany, la cornella negra, el tudó o l'oreneta.

## Patrimoni arquitectònic i artístic
En el municipi de Carme hi ha onze monuments protegits com a bé cultural d'interès local entre els quals destaca l'església parroquial de Sant Martí i el Santuari de Collbàs. Com a elements no protegits hi ha masos com La Masuca.

## Demografia
| Entitat de població       | Habitants (2023) |
| Carme                     | 739              |
| les Pinedes de l'Armengol | 37               |
| les Espluges de Carme     | 7                |
| Font: Idescat             |                  |

| 1497 f | 1515 f | 1553 f | 1717 | 1787 | 1857  | 1877  | 1887  | 1900 | 1910 |
| ------ | ------ | ------ | ---- | ---- | ----- | ----- | ----- | ---- | ---- |
| -      | 18     | 19     | 259  | 642  | 1.244 | 1.208 | 1.128 | 817  | 836  |

| 1920 | 1930 | 1940 | 1950 | 1960 | 1970 | 1981 | 1990 | 1992 | 1994 |
| ---- | ---- | ---- | ---- | ---- | ---- | ---- | ---- | ---- | ---- |
| 812  | 722  | 708  | 682  | 692  | 729  | 716  | 711  | 683  | 683  |

| 1996 | 1998 | 2000 | 2002 | 2004 | 2006 | 2008 | 2010 | 2012 | 2014 |
| ---- | ---- | ---- | ---- | ---- | ---- | ---- | ---- | ---- | ---- |
| 685  | 677  | 686  | 670  | 721  | 752  | 805  | 828  | 866  | 817  |

| 2016 | 2018 | 2020 | 2022 | 2024 | 2026 | 2028 | 2030 | 2032 | 2034 |
| ---- | ---- | ---- | ---- | ---- | ---- | ---- | ---- | ---- | ---- |
| 791  | 783  | 785  | 754  | 814  | -    | -    | -    | -    | -    |